# Beleza Rara
Beleza Rara је четврти албум групе Банда Ева. Албум је издат 1996. године.

## Песме
1.   Beleza rara    (Ed Grandão - Nego John) 
2.   Levada louca    (Lula Carvalho - Alain Tavares - Gilson Babilônia) 
3.   Onda de desejo    (Cabral - Carlinhos Marques) 
4.   Eva, o bloco    (Clori Roger) 
5.   Saudade do Ilê    (Clóvis Cruz - Gilberto Timbaleiro) 
6.   Menino do Rio    (Каетано Велосо) 
7.   Tic, tic, tac    (Braulino Lima) 
8.   Química perfeita  (Gê Alves Pinto) 
9.   É agora    (Paulinho Andrade - Ивет Сангало) 
10.  Idioma da paixão   (David Sales) 
11.  Chorando saudade  (Ивет Сангало) 
12.  Amei demais  (Моника Сангало) 
13.   Quimica perfecta  (Gê Alves Pinto - Vrs. Peña e Guadalupe) 